# Arqueólogo (Internet)
Un arqueólogo en el ámbito de Internet es aquel usuario registrado o no, de un foro de Internet que por diversos motivos se dedica a buscar y desenterrar (o reflotar) posts de más de un mes de antigüedad, en los cuales ya no sería necesario o útil traer nuevamente a discusión su tema. 

## Descripción
Generalmente un "arqueólogo de internet", revive un post antiguo e innecesario con el único fin de llamar la atención o provocar, interfiriendo así en el correcto desarrollo de los mismos; o simplemente por la falta de atención al publicar una respuesta, de forma compulsiva, sin detenerse en mirar la fecha original.
Se considera esta práctica contraria a la netiqueta, y sus practicantes se sitúan muy cerca del límite de lo que sería un troll de Internet, si bien es cierto y hay que tener en consideración que en ocasiones estos desenterramientos son llevados a cabo por usuarios inexpertos e inocentes, sin que su acto haya sido hecho deliberadamente para afectar el funcionamiento del foro u otro medio de Internet.
Otro ejemplo que también hay que tener en consideración es la búsqueda de archivos o información relevante que por alguna razón no está en el post, o se ha eliminado, y no se puede encontrar en ningún sitio de internet.  Este acto tampoco es hecho deliberadamente para afectar el funcionamiento del foro u otro medio de Internet, y los administradores, sysops, o moderadores, conocedores de búsquedas de todo tipo que se tornan difíciles lo comparten y toleran.
En cualquier caso, los administradores, sysops, moderadores, etc. dependiendo el tipo de foro, se encuentran al acecho generalmente para cerrar y enterrar, esta vez sí, definitivamente los mensajes que no necesitan ser nuevamente revividos.